# Lágerjárat

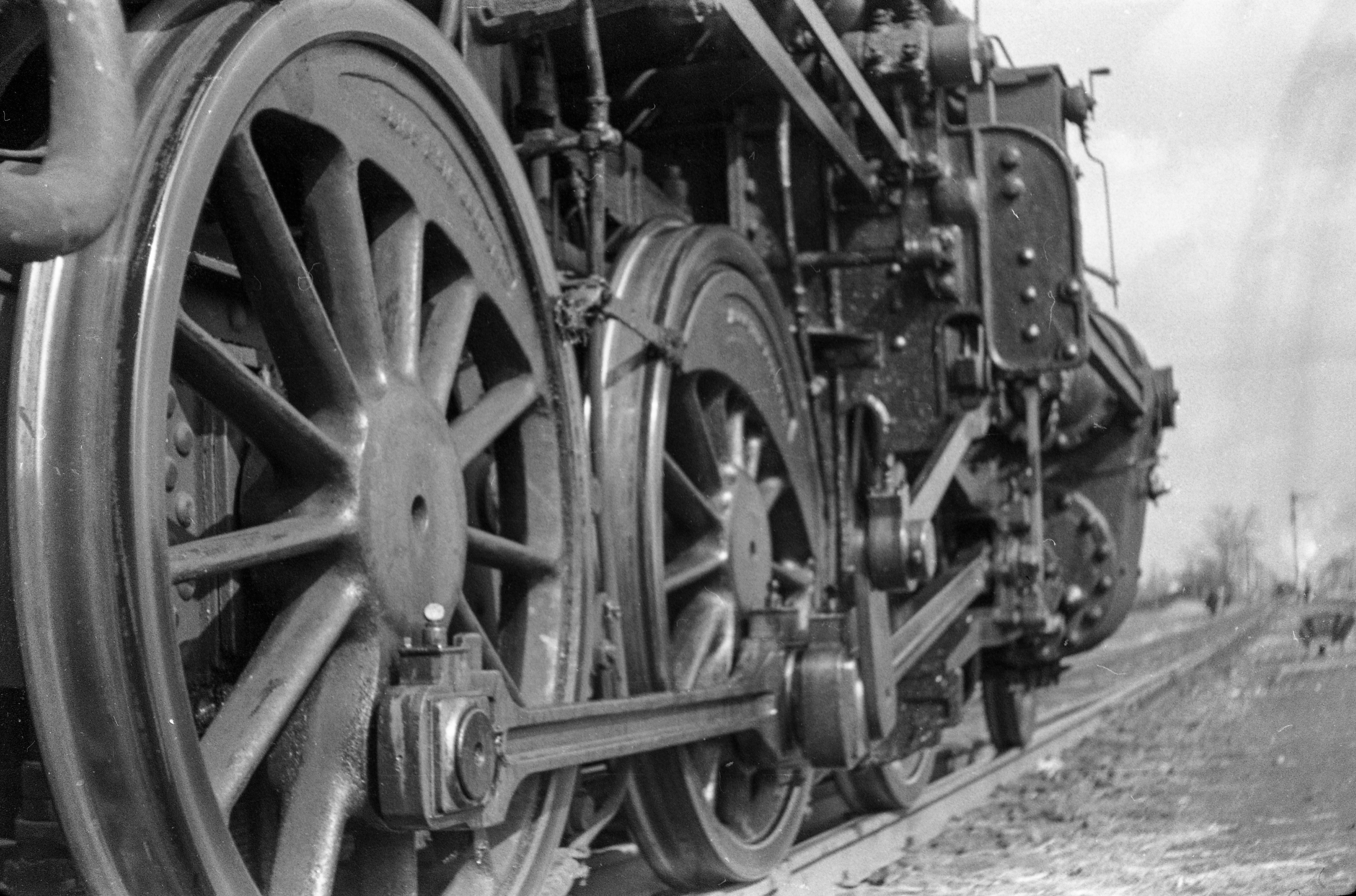
Korabeli gőzmozdony, amely a marhavagonokat húzta (1946)

A Lágerjárat egy utazó vagonkiállítás, mellyel a Magyarországi Németek Pécs-Baranyai Nemzetiségi Köre tiszteleg az 1944-45-ben Magyarországról szovjet kényszermunkatáborokba vitt emberek emléke előtt.
A Szovjetunióba hurcolt politikai foglyok és kényszermunkások emlékéve alkalmából 2016-ban létrejött kiállítás egy G típusú, korhű tehervagon (marhavagon), amilyenekben a málenkij robotra szállították az embereket. A vagonban nincsenek múzeumi tárgyak és relikviák, hanem a technika és a művészet segíti az emlékezést. Az üres vagon falán tablók mutatják be a kor történelmi hátterét szöveges formában és fényképekkel illusztrálva. 
A vagonban folyamatosan vetítik a következő filmeket:
- Jurkovics János – Havasi János: Idegen ég alatt – Dokumentumfilm az Ural környéki kutatómunkáról
- Pécsi Csaba – Pécsi Dániel: A mi Golgotánk – Emlékfilm
- Havasi Dániel: PERM 36 – Az utolsó GULAG láger – dokumentumfilm
- Bartók Csaba: Ártatlanul a Gulágon – Túlélők emlékezete

A Lágerjárat 2016. február 24. és 2017. február 14-e között végigjárja Magyarországot és olyan vasútállomásokon tekinthető meg, amelyekről a második világháború végén deportálások indultak a Szovjetunióba. (Budapesten, Cegléden, Kál-Kápolnán, Miskolcon, Szerencsen, Debrecenben, Gyulán, Kiskunhalason, Baján, Szekszárdon, Pécsen, Budaörsön és Székesfehérváron)